# Phucocoetes
Phucocoetes is een monotypisch geslacht van straalvinnige vissen uit de familie van puitalen (Zoarcidae).

## Soort
- Phucocoetes latitans Jenyns, 1842